# Dramatic School
Dramatic School ist ein US-amerikanisches Melodram von Ronald B. Sinclair aus dem Jahre 1938. Es war der letzte Film von Hauptdarstellerin Luise Rainer unter Vertrag bei MGM, welche nach einem Streit mit ihrem Studio ihren Vertrag vorzeitig kündigte und Hollywood verließ. Das Filmdrama selbst war bei Kritikern und Publikum ebenfalls eher ein Misserfolg.

## Handlung
Die angehende, talentierte Schauspielerin Louise Mauban besucht die Paris School of Drama, während sie nebenbei – um ihr Studium zu finanzieren – in einer trostlosen Fabrik arbeitet. Wegen der schweren Arbeit schläft sie oftmals während des Unterrichts ein, was ihr ständigen Ärger bringt. Ihren Mitstudenten an der Schauspielschule, deren Angebote für Verabredungen und Treffen sie aufgrund ihrer Arbeitsverpflichtugnen ausschlägt, erzählt sie von ihrem angeblich luxuriösen Leben und ihrem gutaussehenden Verehrer, dem Marquis Andre D’Abbencourt. Louises Mitstudenten ahnen allerdings, dass diese Geschichten erfunden sind.
Die intrigante Mitstudentin Nana, neidisch auf Louises Schauspieltalent, veranstaltet eine Geburtstagsfeier und lädt nicht nur Louise, sondern auch den Marquis D’Abbencourt dazu ein. D’Abbencourt kennt Louise gar nicht. Allerdings geht Nanas böswilliger Plan schief, als der Marquis und Louise sich treffen: Sofort verliebt er sich in sie und die Fiktion wird zur Wahrheit. Der bezauberte Marquis macht Louise fortan Geschenke und geht jeden Abend mit ihr aus. Doch er sieht zusehends, dass Louise sich mehr für das Schauspiel als für ihn interessiert. Wenig später verliebt sich D’Abbencourt in eine andere Frau und verlässt Louise. Schauspielkolleginnen besuchen die tieftraurige Louise, welche ihnen aus Trotz die eigentlich für sie gedachten Präsente des Marquis schenkt. Nana bekommt von Louise den Abschiedsbrief des Marquis als Geschenk. Nun, da der Marquis nicht mehr zwischen den beiden steht, werden sie Freundinnen.
Die Schauspiellehrerin von Louise und Nana ist der alternde Theaterstar Madame Therese Charlot, welcher insbesondere von Louise glühend verehrt wird. Madame Charlot erfährt vom Theaterchef Pasquel Sr., dass sie nicht die Hauptrolle im neuen Stück über Jeanne d’Arc spielen wird – sie sei mittlerweile zu alt für die Rolle. Als Louise zum wiederholten Mal zu spät zum Schauspielunterricht kommt, will die verbitterte Madame Charlot Louise von der Schule feuern, weil sie Louise als Konkurrentin für die Rolle von Jeanne d’Arc sieht. Zu Madame Charlots Überraschung ist diese mit der Entlassung einverstanden: Louise erklärt, dass sie glaubt, ein großer Schauspielstar müsse vorher noch Krisen durchmachen, ähnlich wie Madame Charlot vor ihrem Durchbruch auch hätte Krisen durchmachen müssen.
Dennoch kehrt Louise am nächsten Tag wieder zum Schauspielunterricht zurück. Madame Charlot überdenkt ihre Entscheidung, nimmt Louise wieder in den Unterricht auf und erklärt, dass sie sich mit einer Nebenrolle zufriedengibt. Louise bekommt dagegen die Rolle von Jeanne d’Arc und feiert einen furiosen Erfolg in der Premierennacht. Nach der Aufführung besucht der Marquis die Schauspielerin hinter der Bühne. Obwohl Louise immer noch Gefühle für den Marquis hegt, lehnt sie eine Fortsetzung der Beziehung ab. Ihre einzig wahre Liebe würde sowieso immer das Theater bleiben.

## Hintergrund
Die Rolle der Louise war zunächst für Greer Garson vorgesehen, welche allerdings wegen einer Rückenverletzung ablehnen musste. Schließlich übernahm die gebürtige Deutsche Luise Rainer, welche in den Jahren zuvor zwei Oscars gewonnen und einen kometenhaften Aufstieg in Hollywood hingelegt hatte, die Rolle. Jedoch fand sie sich mit ihren letzten Filmen zusehends in einer Sackgasse wieder, weil ihre Rollen – obwohl Hauptfiguren in teuren A-Produktionen – meistens aus denselben hochemotionalen, tränenreichen Elementen bestanden. Rainer forderte bessere Rollen und geriet damit in Konflikt mit ihrem Studio. Dies war ihr letzter echter Hollywood-Film: Ende des Jahres kündigte sie ihren laufenden Vertrag bei MGM und verließ Hollywood. Zudem soll ihr damaliger Ehemann Clifford Odets regelmäßig in die Karriereplanung hineingeredet haben. Studioboss Louis B. Mayer rief ihr bei der Kündigung hinterher: „Wir haben Sie erschaffen, wir werden Sie vernichten!“, woraufhin Rainer angeblich antwortete: „Gott hat mich erschaffen – in 20 Jahren sind sie tot, ich aber werde eine berühmte Schauspielerin sein.“ Damit war ihre Hollywood-Karriere praktisch beendet.
Für viele von Rainers Co-Darstellern folgten dagegen größere Karrieren: Paulette Goddard, die damalige Ehefrau von Charlie Chaplin, hatte zuvor nur in dessen Film Moderne Zeiten (1936) eine Hauptrolle gehabt und ansonsten nur kleine Rollen gespielt. Mit diesem Film wurde Goddards Starpotenzial geprüft – offenbar erfolgreich, denn MGM setzte die Schauspielerin in den folgenden Jahren in einer Reihe von guten Rollen und Filmen ein. Auch Lana Turner, welche hier Mado spielt, stand noch am Anfang ihrer Karriere. Ihr Filmdebüt absolvierten in Dramatic School der Komiker Hans Conried und der Sänger Dick Haymes.

## Rezeption
Die Kritiken zu Dramatic School waren allenfalls mittelmäßig und viele sahen den Film als Imitation des Filmes Bühneneingang mit Katharine Hepburn und Ginger Rogers aus dem vorigen Jahr. Das Branchenblatt Variety schrieb: „Die Geschichte ist eine sehr unkluge Wahl für Miss Rainer, und für ihr Filmstudio ist es offensichtlich schwer, sie mit angemessenen Material zu versorgen.“ Der Film machte ebenfalls Verluste an den Kinokassen und konnte die leicht überdurchschnittlichen Produktionskosten nicht einspielen.